# Sphinx amurensis
Sphinx amurensis är en fjärilsart som beskrevs av Charles Oberthür 1886. Sphinx amurensis ingår i släktet Sphinx och familjen svärmare. Inga underarter finns listade i Catalogue of Life.